# Trigodon
Trigodon è un genere estinto di mammiferi notoungulati, appartenente ai tossodonti. Visse nel Pliocene superiore (circa 3 milioni di anni fa). I suoi resti sono stati rinvenuti in Sudamerica.

## Descrizione
Di grandi dimensioni, questo animale era un rappresentante del sottordine dei tossodonti, comprendenti generalmente animali simili a rinoceronti o a ippopotami. Il trigodonte, in particolare, faceva parte della sottofamiglia degli aplodonterini (Haplodontheriinae), un gruppo dalla dentatura peculiare. La caratteristica più notevole del trigodonte era data da un corno frontale, che sovrastava un muso eccezionalmente corto. Il corno, sorretto da una struttura ossea bombata sulla fronte, aveva forse uno scopo difensivo contro i predatori dell'epoca come Thylacosmilus.

## Paleoecologia
La struttura corporea del trigodonte era massiccia e gli arti erano brevi e tozzi. Ciò suggerisce abitudini semiacquatiche per questo animale: probabilmente si nutriva di piante tenere al limitare delle paludi e degli specchi d'acqua. Dopo l'estinzione del trigodonte, avvenuta a fine Pliocene, la nicchia ecologica venne rimpiazzata da un altro tossodonte, Toxodon, che fu l'ultimo notoungulato ad estinguersi. Del trigodonte sono note due specie: Trigodon minus e la ben più conosciuta Trigodon gaudryi.